# Vilvoorde
Vilvoorde és un municipi belga de la província de Brabant Flamenc a la regió de Flandes. Està compost per les seccions de Vilvoorde i Peutie.

## Població
Endemés de la població flamenca, a Vilvoorde hi viu també una minoria francòfona (aproximadament un 20% de la població), concentrada principalment als barris de Koningslo i Beauval/Het Voor, i amb representació pròpia al consell municipal, principalment en mans de la FDF (3 de 31 el 2000, 2 el 1994, 3 el 1988, 4 el 1982 i el 1976), des de 2006 a la llista conjunta FDF-PS en 2006 (3 electes Arxivat 2008-09-19 a Wayback Machine.) 
Vilvorde també compta a més amb dos importants minories alóctones: una d'elles d'origen marroquí i l'altra d'origen espanyol (aproximadament un de cada 10 habitants del centre de la ciutat).

## Evolució demogràfica
- Font:NIS

## Agermanaments
- Maubeuge
- Middelburg
- Ennepetal
- Peñarroya-Pueblonuevo
- Komatsu

## Personatges il·lustres
- Jean-Luc Dehaene, primer ministre de Bèlgica.
- Marcel Poot (1901-1988), compositor i crític musical.